# Ordine di Wen-Hu
L'Ordine di Wen-Hu è un ordine cavalleresco di Taiwan. L'ordine venne creato per ricompensare il servizio militare e navale a favore della Repubblica di Cina.
Durante la prima guerra mondiale, un gran numero di personale dell'esercito cinese prestò servizio sia nei Chinese Labour Corps che nei Royal Army Medical Corps, assieme a molti ufficiali britannici, e molti di questi due corpi ottennero questa onorificenza come segno di distinzione e collaborazione tra i due paesi impegnati nello scontro. La maggioranza di queste decorazioni venne concessa nel febbraio del 1920.

## Classi
L'Ordine della corona si divideva in 9 classi:
- Cavaliere di I classe
- Cavaliere di II classe
- Cavaliere di III classe
- Cavaliere di IV classe
- Cavaliere di V classe
- Cavaliere di VI classe
- Cavaliere di VII classe
- Cavaliere di VIII classe
- Cavaliere di IX classe

## Insegne
La medaglia consisteva in un medaglione al centro del quale si trovava dipinta una tigre al naturale (infatti il nome dell'ordine, dal cinese, significa proprio "Ordine della tigre striata").
Il nastro dell'ordine aveva colori differenti in base alla classe.
Inoltre le prime tre classi avevano delle stelle a cinque punte poste sotto il primo raggio: tre stelle per la prima classe, due per la seconda e una per la terza.

## Insigniti notabili
- Colonnello Ronald Bodley[3]
- Ammiraglio della flotta sir Osmond de Beauvoir Brock
- Tenente generale sir Humfrey Myddelton Gale[4]
- Generale di brigata Frederick Kisch[3]
- Ammiraglio della flotta sir Charles Madden
- William Edward Soothill
- Ammiraglio della flotta sir
- Ammiraglio Frederick Charles Doveton Sturdee
- Tenente pilota Arturo Ferrarin, maggio 1920